# Traiteur

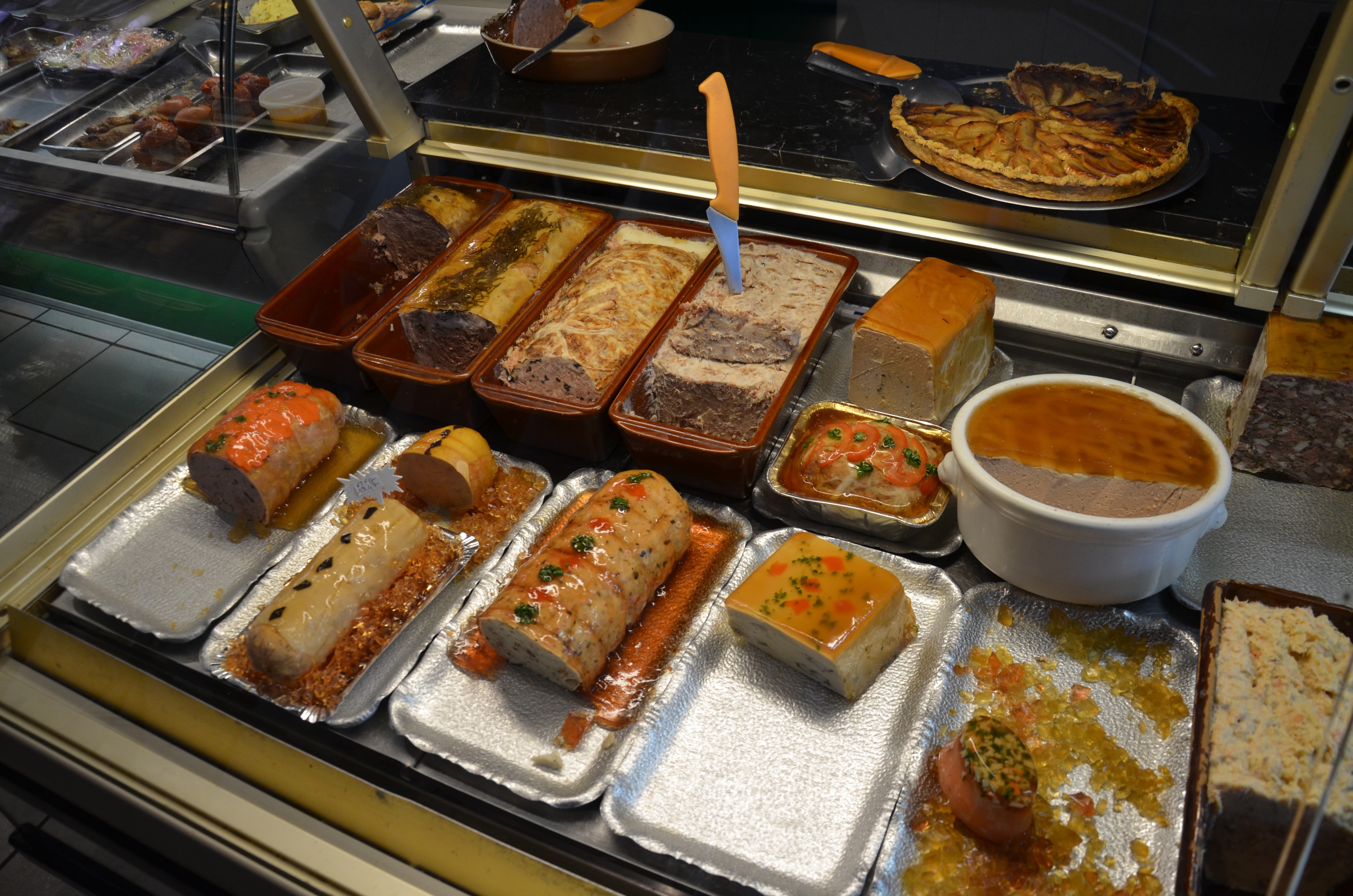

Ein Traiteur (französisch traiter ‚handeln‘, ‚durchführen‘) ist ein traditioneller französischer Kochberuf.
Früher bekochte er Großbürgertum und Adel, heutzutage wird als Traiteur ein Koch-Service bezeichnet, der für die Planung und Durchführung anspruchsvoller Festmahle für große, aber auch kleine Feierlichkeiten gemietet werden kann.
Für die Region Wien hält Felix Czeikes Historisches Lexikon Wien fest, Traiteur sei seit dem Vormärz die Bezeichnung für einen Gastwirt in gehobener Umgebung gewesen, etwa im Augarten oder im Park von Schloss Schönbrunn.
In einem 1929 erschienenen Wiener Dialektwörterbuch wurde das Wort Traktör als Traiteur, Speisewirt, Auskocher erklärt.